# Cathédrale Saint-Alain de Lavaur
La cathédrale Saint-Alain de Lavaur est une église de style gothique méridional qui se trouve à Lavaur dans le département du Tarn, et qui fut construite entre 1255 et 1300.
L'édifice abrite un orgue monumental Cavaillé-Coll, un buffet polychrome du XVIe siècle et une table d'autel romane. Un jacquemart y sonne les heures du haut de la tour. Au nord se situe le Jardin de l'évêché.
La solennité de Saint Alain y est célébrée chaque année le 25 novembre.

## Origines
L'origine du saint Alain de Lavaur honoré à Lavaur reste inconnue, ce n'est ni Alain de la Roche, ni le saint Alain honoré en Bretagne.
La fondation du prieuré Saint-Alain est attestée par une charte du 5 août 1098 où l'évêque de Toulouse Izarn de Lavaur fait une donation aux moines bénédictins de l'abbaye Saint-Pons-de-Thomières, à charge pour eux de reconstruire l'église Saint-Elan de Lavaur, alors en ruines, ce qui prouve que le culte de saint Alain (Alan ou Elan en occitan) à Lavaur est nettement antérieur à cette date.
Une église romane fut alors construite entre 1099 et 1211 par les bénédictins de Saint-Pons pour leur prieuré de Lavaur, détruite lors de la croisade des Albigeois pendant le siège de 1211. L'église actuelle fut reconstruite au milieu du XIIIe siècle, commencée vers 1255 conservant de l'empreinte romane le petit clocher sud du Jacquemart. De pur style gothique méridional à vaste nef unique aux proportions élancées (H 23 m pour 13,60 m de largeur), l'église du XIIIe siècle comportait seulement cinq travées fermées aux deux extrémités par un mur droit. L'érection du prieuré en évêché de Lavaur en 1317 transforme l'église en cathédrale, prélude à des agrandissements de l'édifice qui se continueront jusqu'au début du XVIe siècle à l'initiative des évêques.
C'est ainsi qu'au XIVe siècle on procède à l'édification de chapelles entre les contreforts (parmi les premiers dispositifs de ce type adoptés en Languedoc).
Au milieu du XVe siècle est édifiée la chapelle servant actuellement de sacristie, sous le vocable de Saint Martial et en 1480 contiguë à l'ouest de celle-ci, les chanoines établissent une salle du chapitre dédiée à Saint Gauthier. Des peintures à fresques exécutées en 1730 ornent ses murs, relatant par épisodes l'histoire de Lavaur. Elles sont effacées sur une assez large partie par l'humidité.

## L'initiative de l'évêque Jean Vigier
C'est surtout dans le dernier quart du XVe siècle, à l'initiative de l'évêque Jean Vigier (1469-1497) que sont entrepris de grands travaux donnant à la cathédrale sa physionomie actuelle. Sa largeur est de  13,80 m et sa longueur totale de 73 m.
Passant de la construction d'un nouveau palais épiscopal jouxtant au nord la cathédrale (détruit au début du XIXe siècle) il entreprend de faire édifier l'imposant clocher-tour occidental à trois terrasses, haut de 42 m (surélevé d'une flèche détruite en 1540) et, de le raccorder par une travée supplémentaire au reste de l'église, réalisant du même coup un vaisseau d'une grande ampleur.
La curieuse couronne sculptée en fleurs de lys au sommet de la tour rappelle qu'elle fut achevée sous l'épiscopat suivant celui d'Hector de Bourbon (1497-1500) et c'est encore fin XVe siècle qu'une chapelle est accolée au sud de l'ancien porche roman, bien conservé, aux riches chapiteaux évocateurs de l'enfance du Christ. Une nouvelle entrée latérale, ornée de pinacles, surmontée de l'écu de l'évêque est alors réalisée au flanc sud de la travée de raccordement.

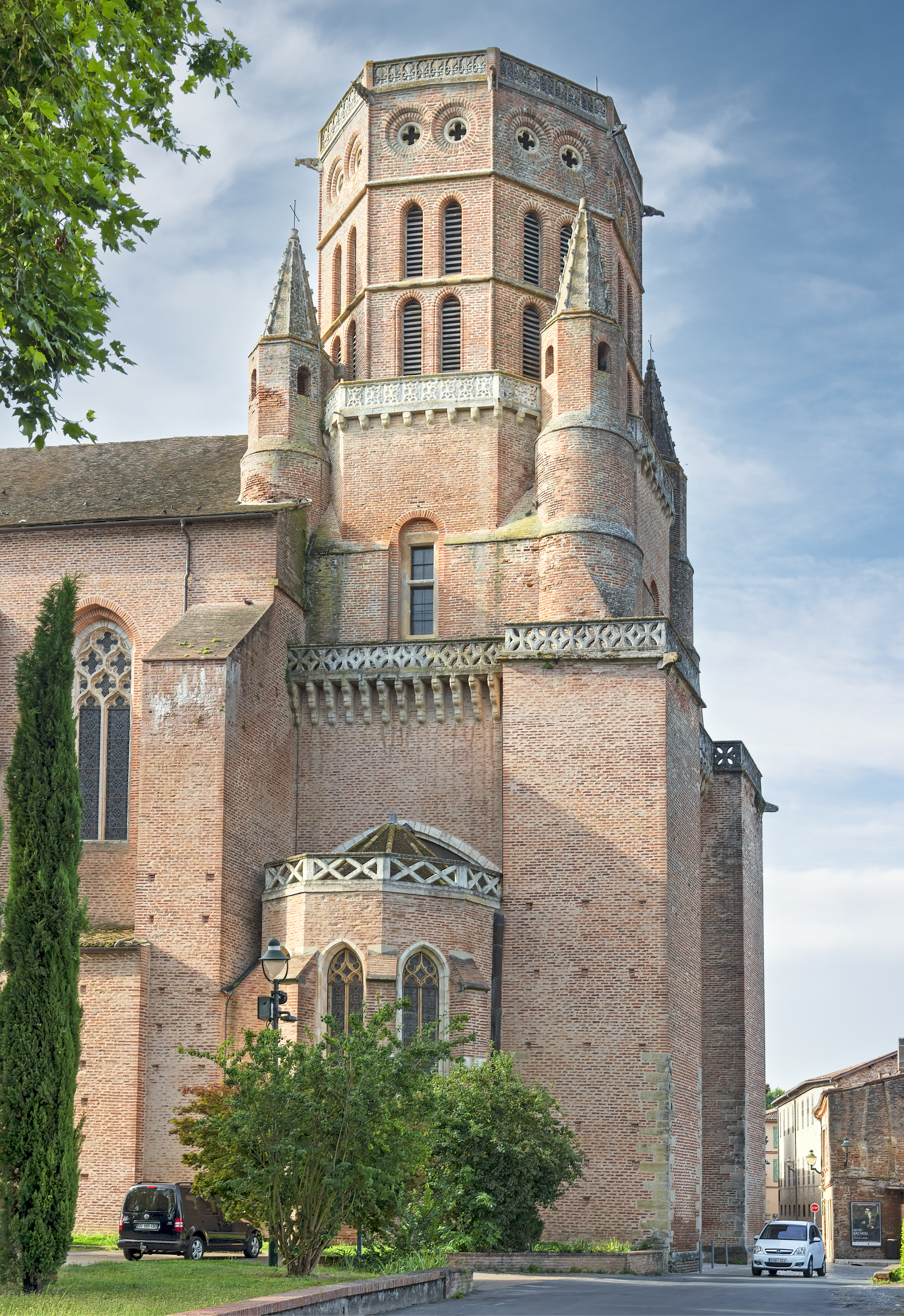
Le clocher de la cathédrale
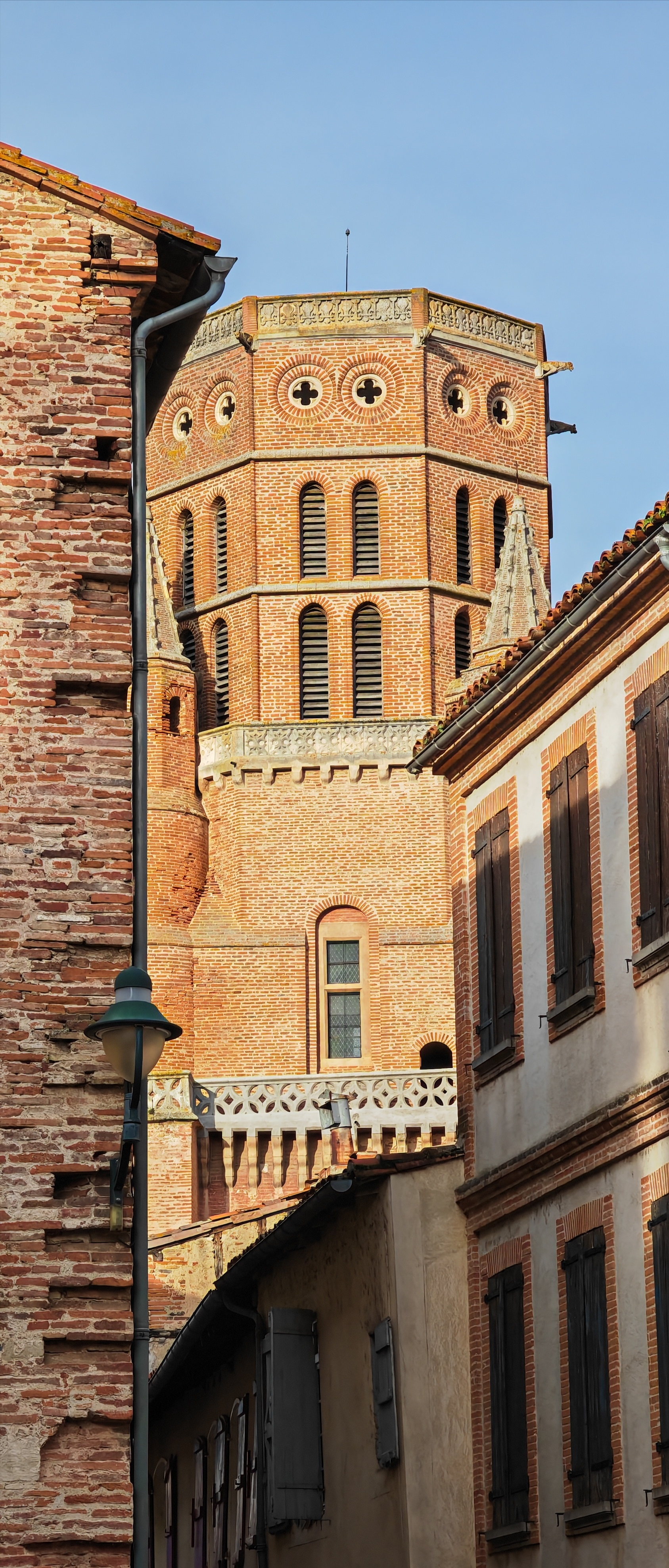
Le clocher de la Cathédrale depuis les ruelles de la vieille ville
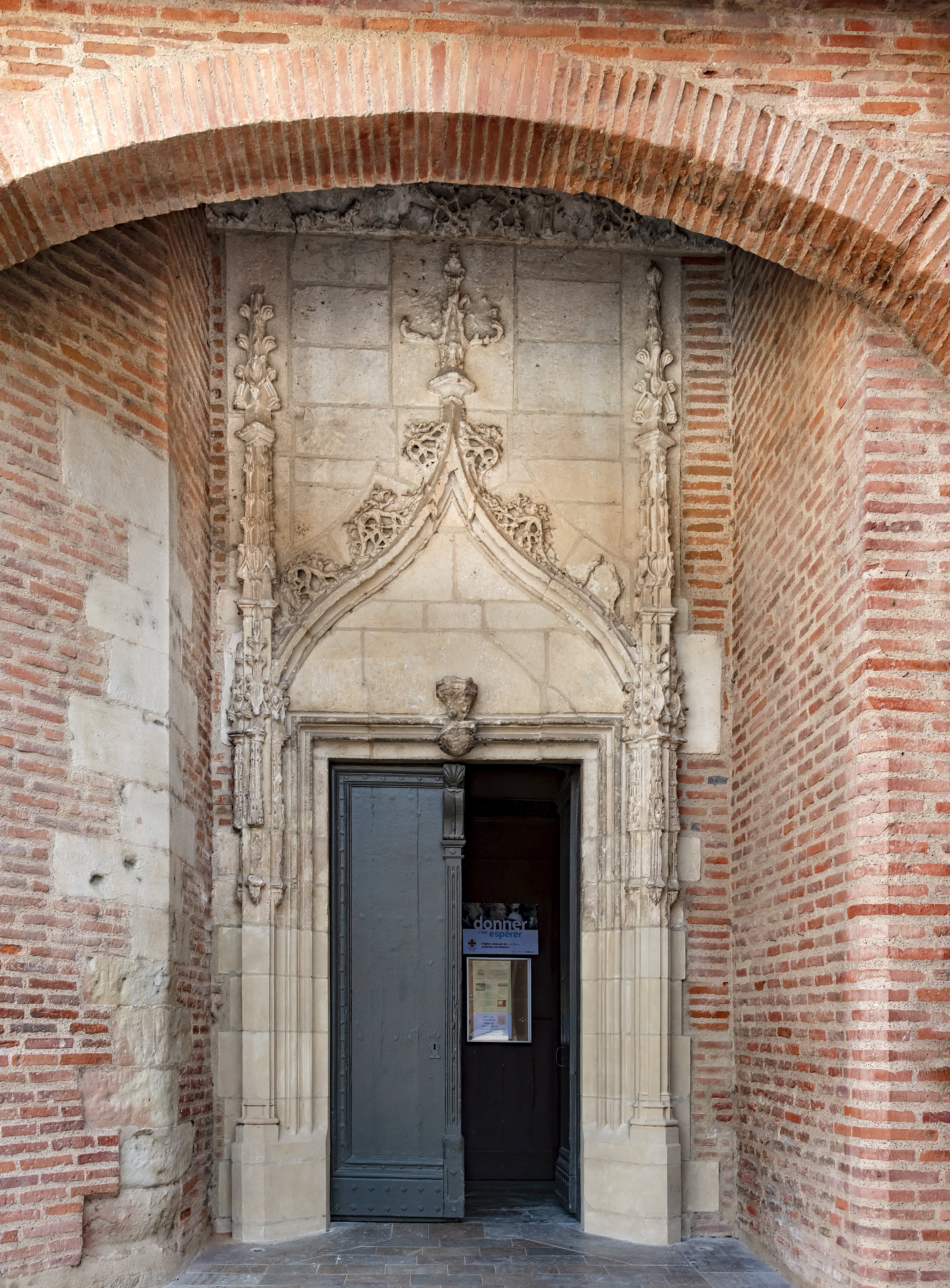
Le portail d'entrée
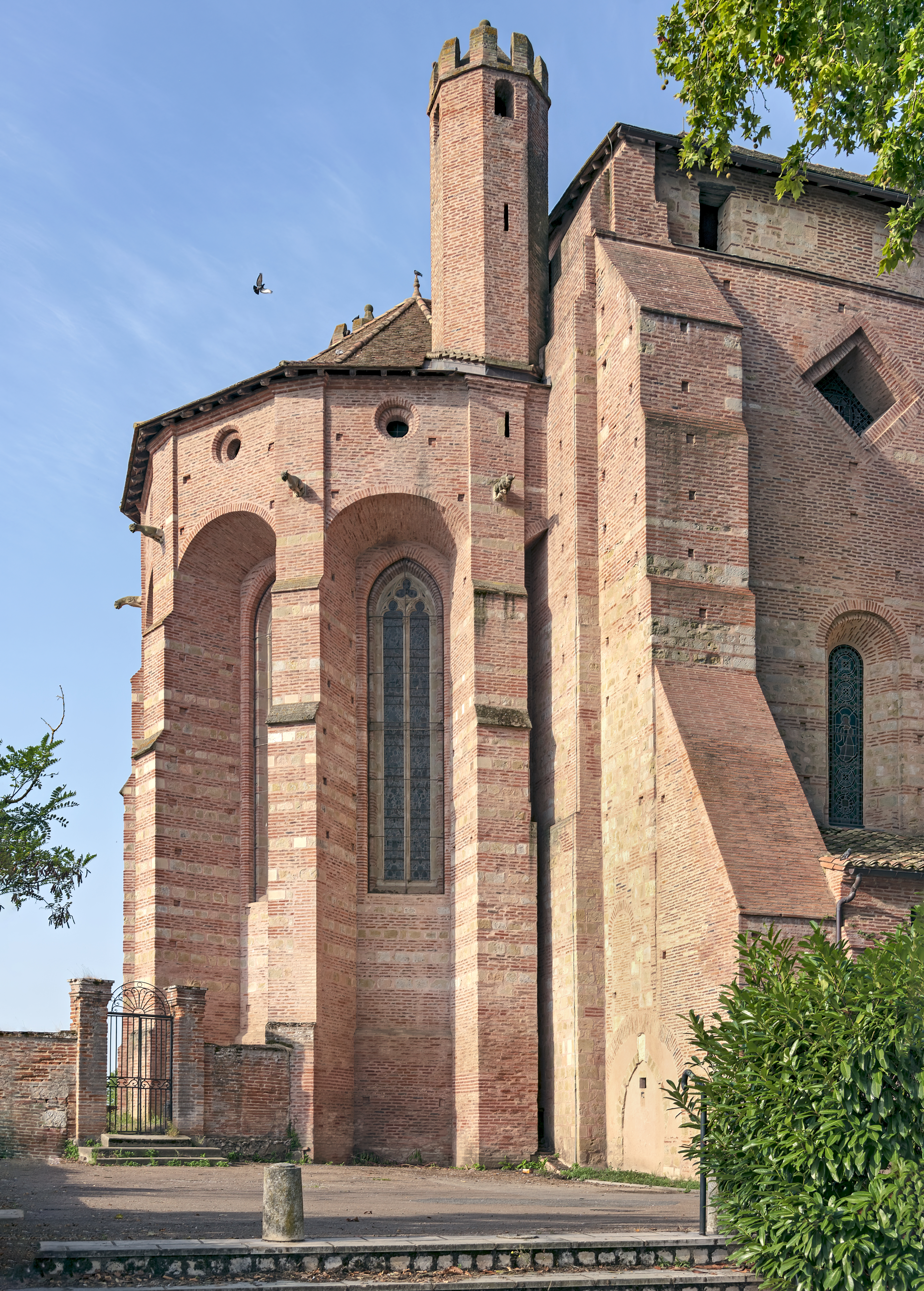
L'abside vue des jardins de l'évêché

## Éléments remarquables, décors et trésors

### Le presbyterium
Depuis 1967, l’autel du presbyterium de Saint-Alain possède une table dont la provenance exacte est inconnue. Elle fut retrouvée en 1876, dans la chapelle de l’hôpital de Lavaur, mais ce n’est pas là son lieu d’origine. Il est possible qu’elle vînt de la cathédrale et qu’elle fît peut-être partie de la donation de l’évêque Izarn aux bénédictins, mais une autre hypothèse la ferait provenir de l’église Sainte-Foy de la salvetat fondée à Lavaur en 1065 par les moines de l’abbaye Sainte-Foy de Conques, laquelle prit ensuite le nom de Sainte-Croix et servit de chapelle à la confrérie des pénitents bleus.
Cette table romane, en marbre blanc probablement de Saint-Béat, s’inscrit dans la suite de la production des tables d’autel de la province ecclésiastique de Narbonne.
La face supérieure est légèrement creusée, mais son grand intérêt vient de la sculpture de sa tranche abattue en chanfrein, de la même manière que celle de Bernard Gilduin à Saint-Sernin de Toulouse. Le principal thème de la face antérieure : un Christ bénissant dans une mandorle circulaire, est le même sur les deux tables. Une série d’anges, comme à Toulouse, complète cette face. Sur le côté droit sont représentés deux anges soutenant la table d’autel elle-même, motif qui se retrouve sur le tailloir d’un des chapiteaux de Saint-Sernin. La sculpture du côté gauche est d’une interprétation plus délicate ; selon Marcel Durliat, elle représenterait deux anges vénérant le pain du ciel. La quatrième face était destinée à être engagée dans une maçonnerie et n’est pas décorée.
Globalement le programme des sculptures s’apparente à celui que développe la table de Saint-Sernin et l’analyse stylistique démontre que les deux tables sont contemporaines. Celle de Lavaur fut probablement réalisée par un sculpteur de Moissac, à l’époque où Bernard Gilduin exécutait celle de Toulouse pour les chanoines de Saint-Sernin.

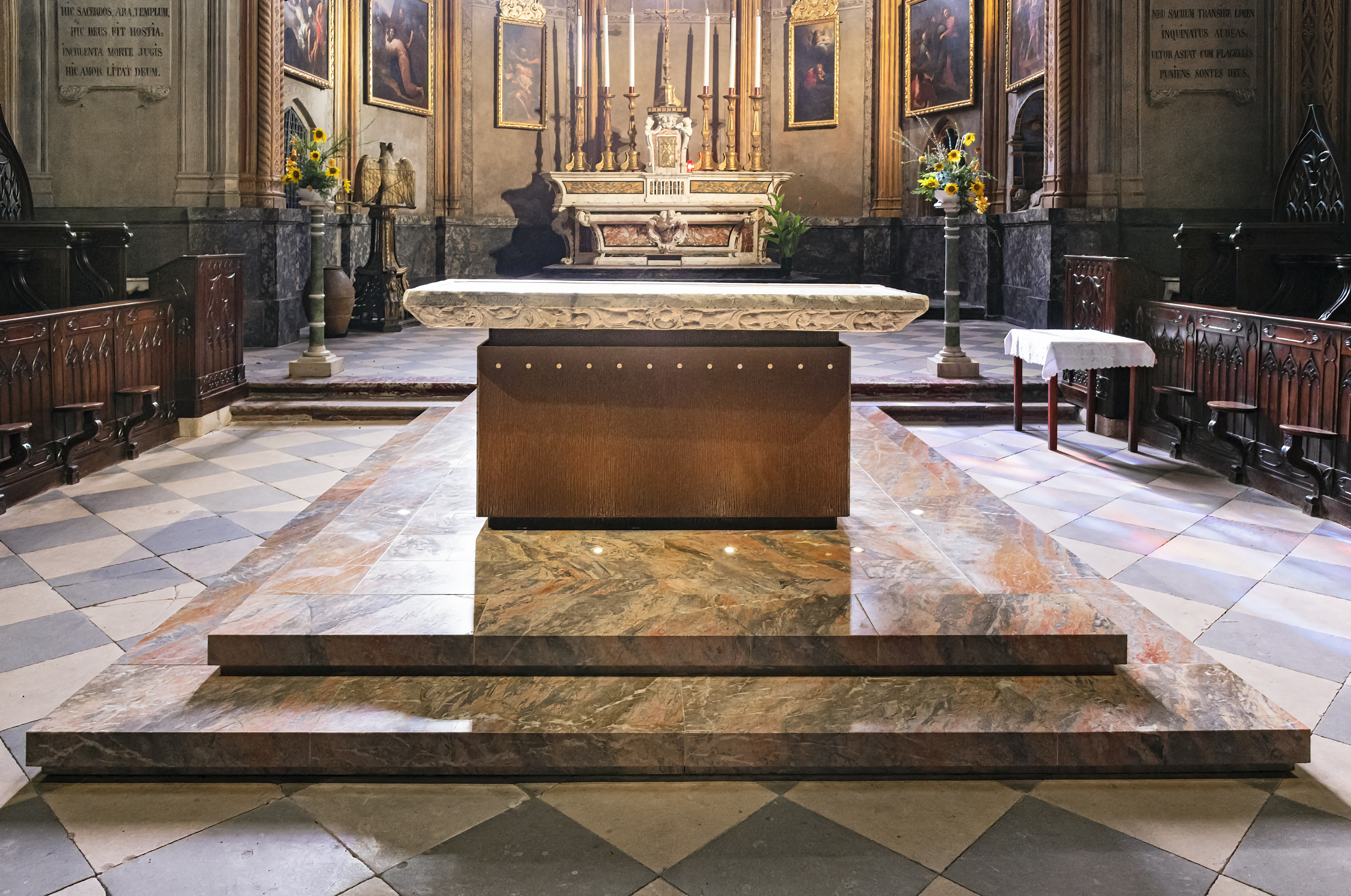
L'autel au milieu du cœur

L'œuvre presque achevée mais très dépouillée intérieurement, pratiquement sans sculptures, va au début du XVe siècle s'orner d'un portail, en gothique flamboyant avec trumeau. Au clocher porche, délicatement ciselé, s'ajouteront par la suite les deux chapelles côté sud aux voûtes très ouvragées (liernes et tiercerons) dont l'une présente une niche très décorée encadrant actuellement une pietà de bois peint et doré du XVIIe siècle.
Un jubé (disparu au XVIIIe siècle) enrichissait le chœur.

### Le grand-orgue de tribune Cavaillé-Coll (1876)
Un orgue monumental complète le dispositif d'ensemble avec un buffet de haute facture Renaissance en chêne polychrome de 1524 dû au sculpteur toulousain Nicolas Bachelier. La partie instrumentale a été refaite par Aristide Cavaillé-Coll (1811-1899) et inaugurée en 1876. Elle a été restaurée fidèlement en 1994 par le facteur Michel Giroud. Le grand-orgue comporte plus de 2000 tuyaux dont 104 sont visibles sur la montre. La console est orientée vers le chœur et se compose de trois claviers (grand-orgue, positif et récit) ainsi qu'un pédalier.
L'orgue symphonique, construit par Cavaillé-Coll, sans se perdre dans une redondance de registres, utilise merveilleusement l'acoustique généreuse de la Cathédrale - typique des nefs massives du gothique méridional - en s'appuyant notamment sur des registres de flûtes mélodieuses et des jeux de fond graves, suaves et enveloppants. Conçu comme un immense crescendo, l'orgue développe ses sonorités grâce aux jeux d'anches et aux octaves graves, associées à un effet d'orage surpuissant. L'ensemble offre un tutti tonitruant et plein de panache.
L'orgue et son buffet sont classés aux monuments historiques. 

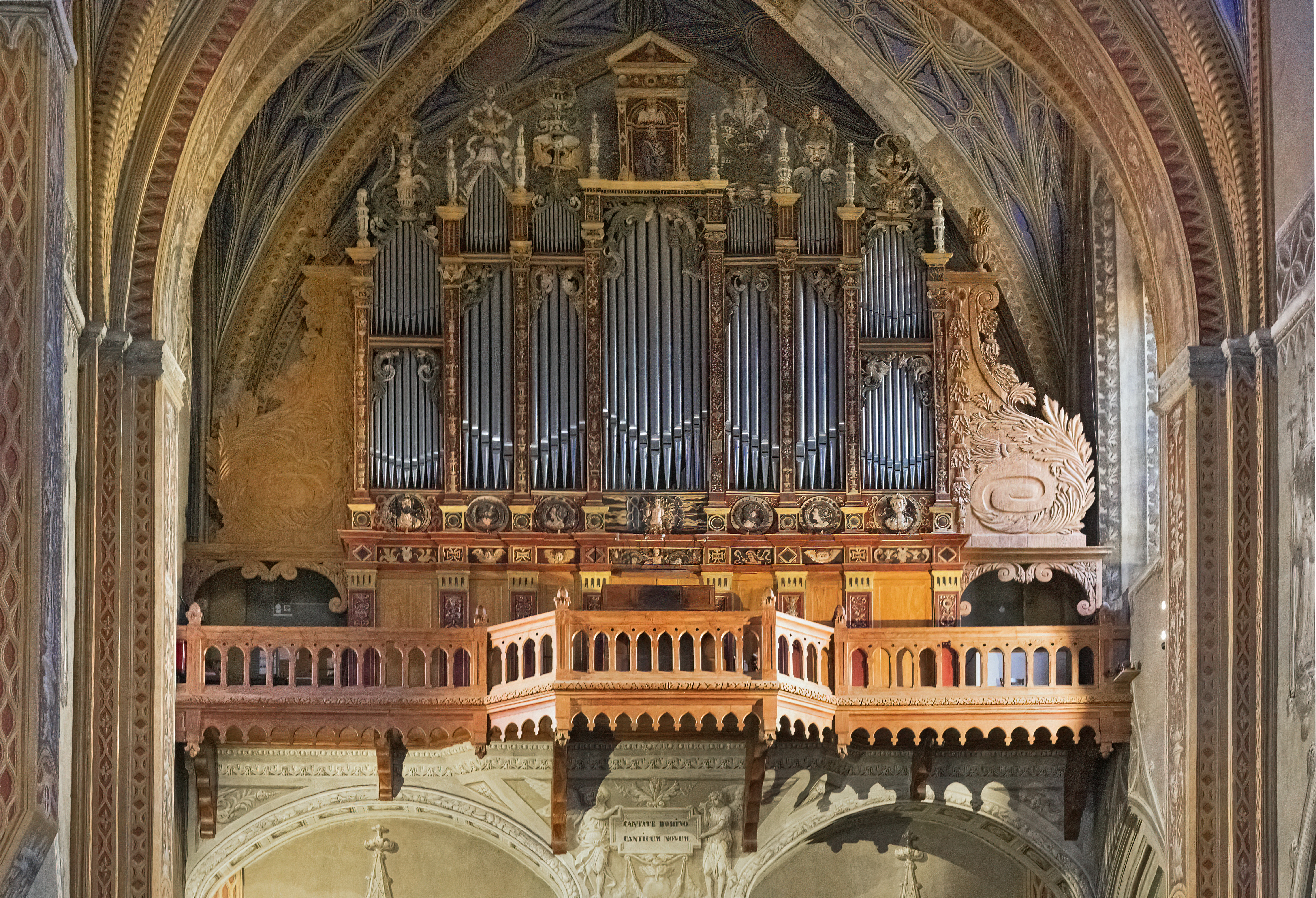
La montre du grand-orgue avec ses 104 tuyaux visibles et le buffet polychrome du XVIe siècle
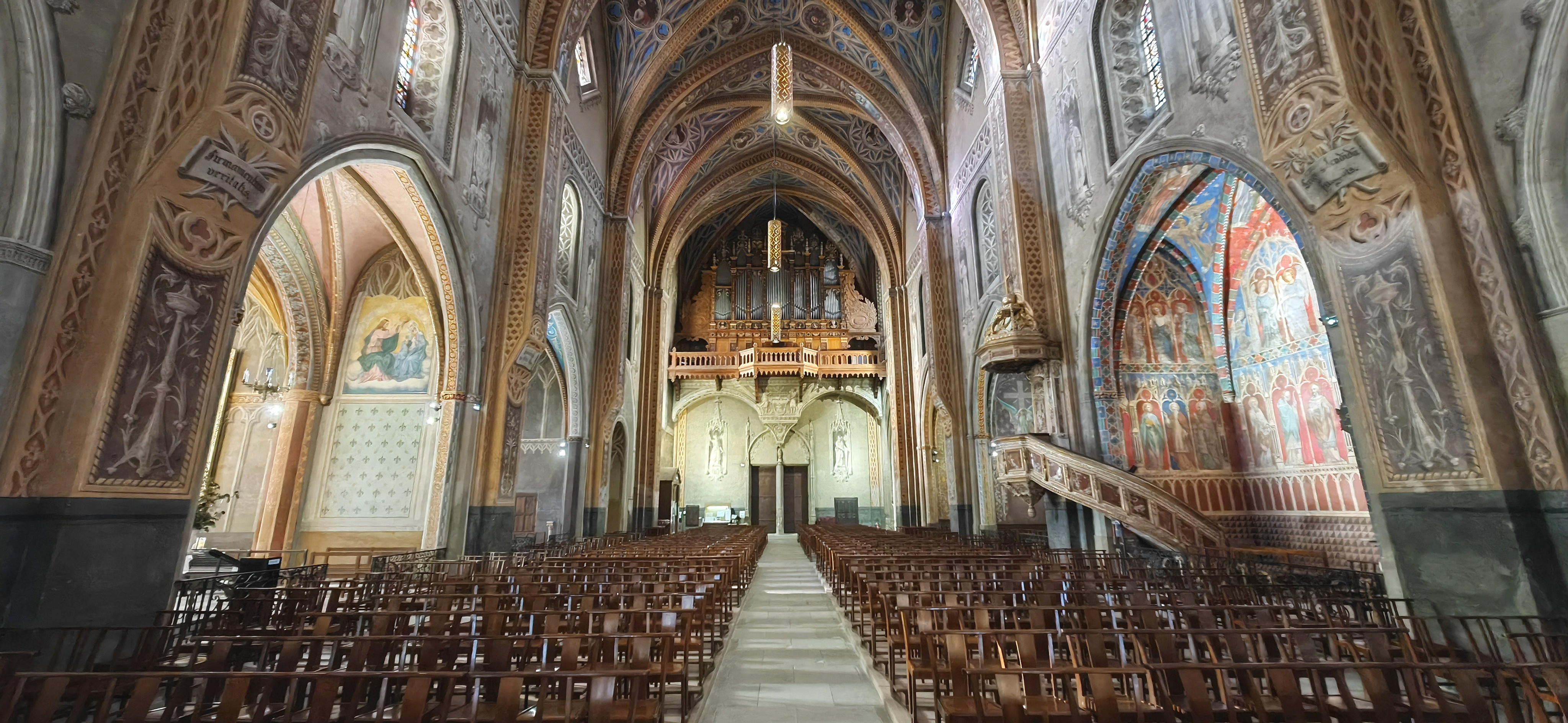
Le grand orgue depuis la nef

L'organiste titulaire des grandes orgues de Lavaur est Wilfried Kathemann depuis 2018. Concertiste international et professeur en musicologie, il est secondé par Anne-Lise Labusquière et Didier Adeux.
Audio : Postlude final de la messe de Pâques 2024 aux Grandes Orgues de la Cathédrale de Lavaur : improvisation par Wilfried Kathemann, organiste titulaire
L'association des "Amis des Orgues de Lavaur" organise chaque année des concerts, cinés-concerts, visites découvertes, écolorgues  ainsi que "L'orgue Estival", chaque dimanche du mois d'août, pour valoriser le patrimoine organistique de la ville.
De nombreux grands organistes-concertistes internationaux ont joué aux claviers du grand-orgue de la cathédrale : Jean-Claude Guidarini (titulaire de 1994 à 2005), Olivier Penin (Paris), Loreto Aramendi (San Sebastian), Michel Boursier (Nantes), Jean Boyer (Lyon), P. Pierre-Marie Barthez (Toulouse), Ronald Stolk (Washington DC), Frédéric Deschamps (Albi), Vincent Grappy (Blois), Liesbeth Schlumberger (Paris), Anna Lapwood (Londres), Wilfried Kathemann (titulaire depuis 2018), Benoît Tisserand (titulaire de 2006 à 2017), Mathieu de Miguel (Toulouse), Georges Lartigau (Rodez), François-Henri Houbart (Paris), Frank Besingrand (Rodez), Jean-Claude Raynaud (Paris) ...

### Chapelle latérale nord
Elle referme une piéta attribuée à Marc Arcis inscrite aux monuments historiques

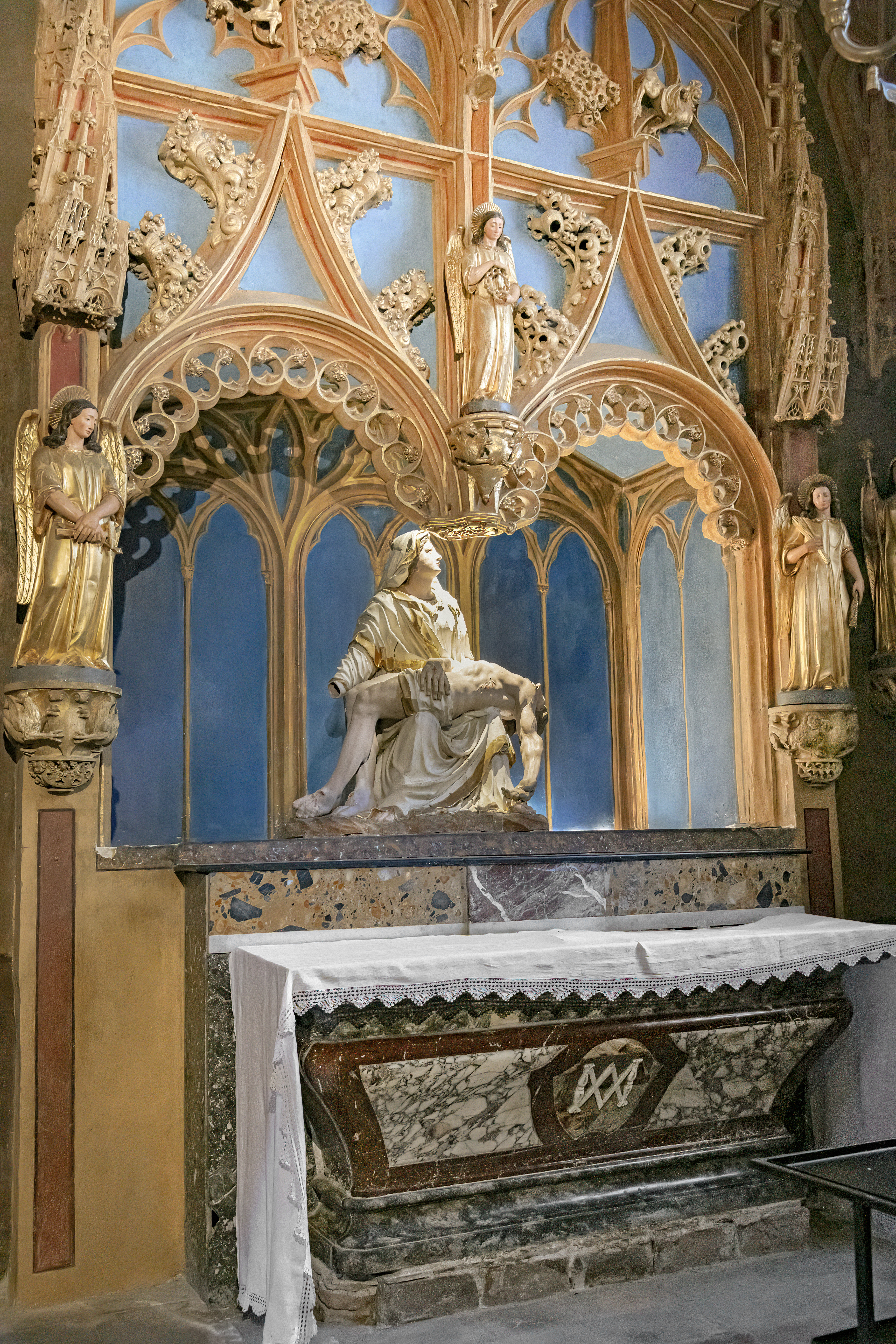
La chapelle latérale nord - pietà
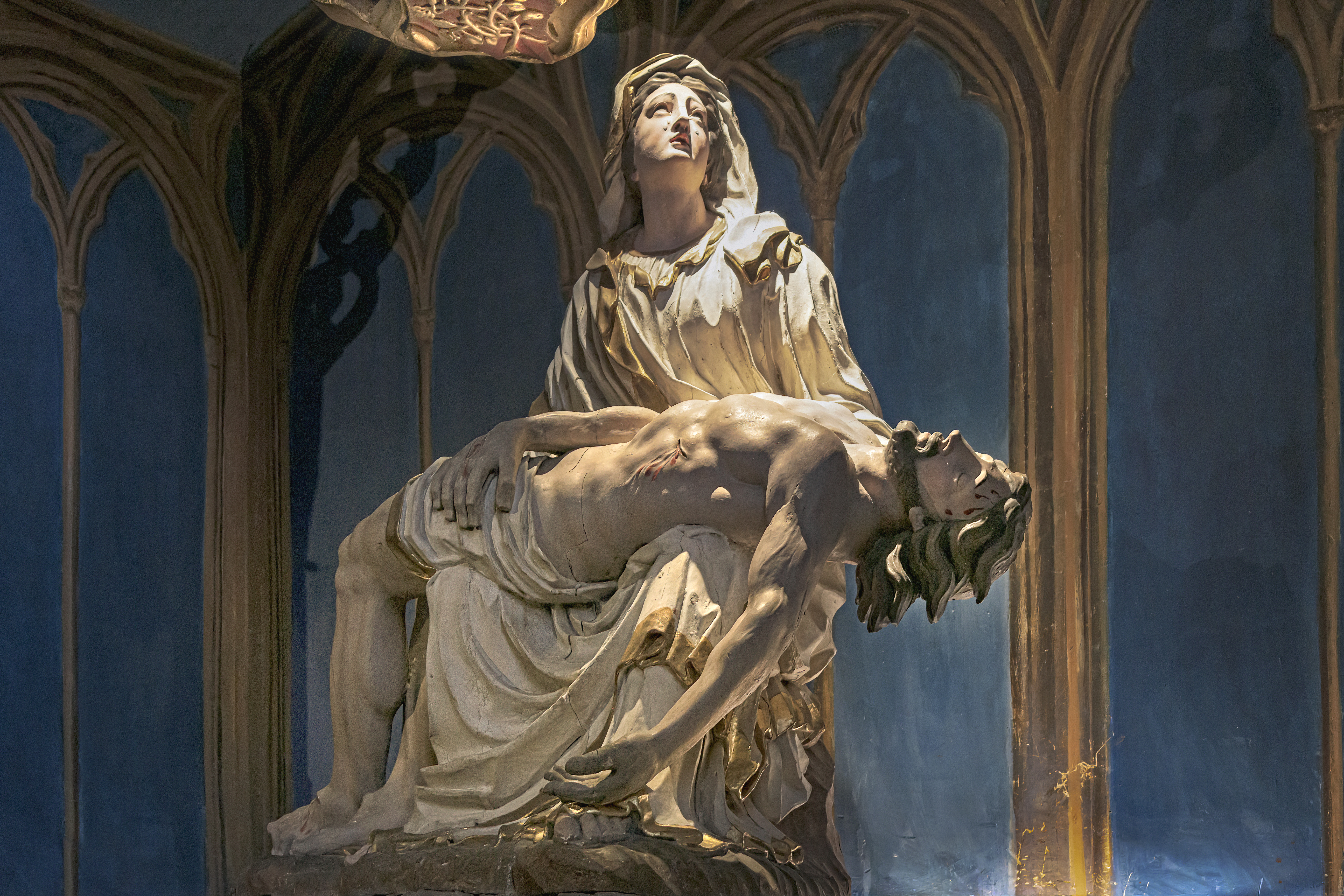
Piéta attribuée à Marc Arcis

### L'enfeu
L'enfeu, situé à droite de l'abside, abrite le gisant de l'évêque de Lavaur Simon de Beausoleil (1514-1525), mort en 1531. À l'origine, il y avait là les stalles du diacre et du sous-diacre.
Muré au XVIIIe siècle, sous l'épiscopat de Mgr Antoine de Castellane, l'enfeu et son gisant ont été redécouverts entre 1860 et 1870 lors de réparations effectuées dans la cathédrale. Restauré au XIXe siècle, l'enfeu a été repeint.

### Le jacquemart
Situé dans la tour de l'horloge sur le flanc sud de la cathédrale.
Le premier mécanisme et la cloche que fait retentir le « fameux » jacquemart datent de 1523. Mais il apparaît que l'automate (actuellement 3e génération) ne prendra place qu'en 1604.
Selon une légende, le premier jacquemart fut construit par un prisonnier, condamné à sonner les cloches toutes les heures pour signaler sa présence. Il aurait alors fabriqué un automate en bois pour frapper à sa place et pouvoir ainsi s'évader.

La tour de l’horloge
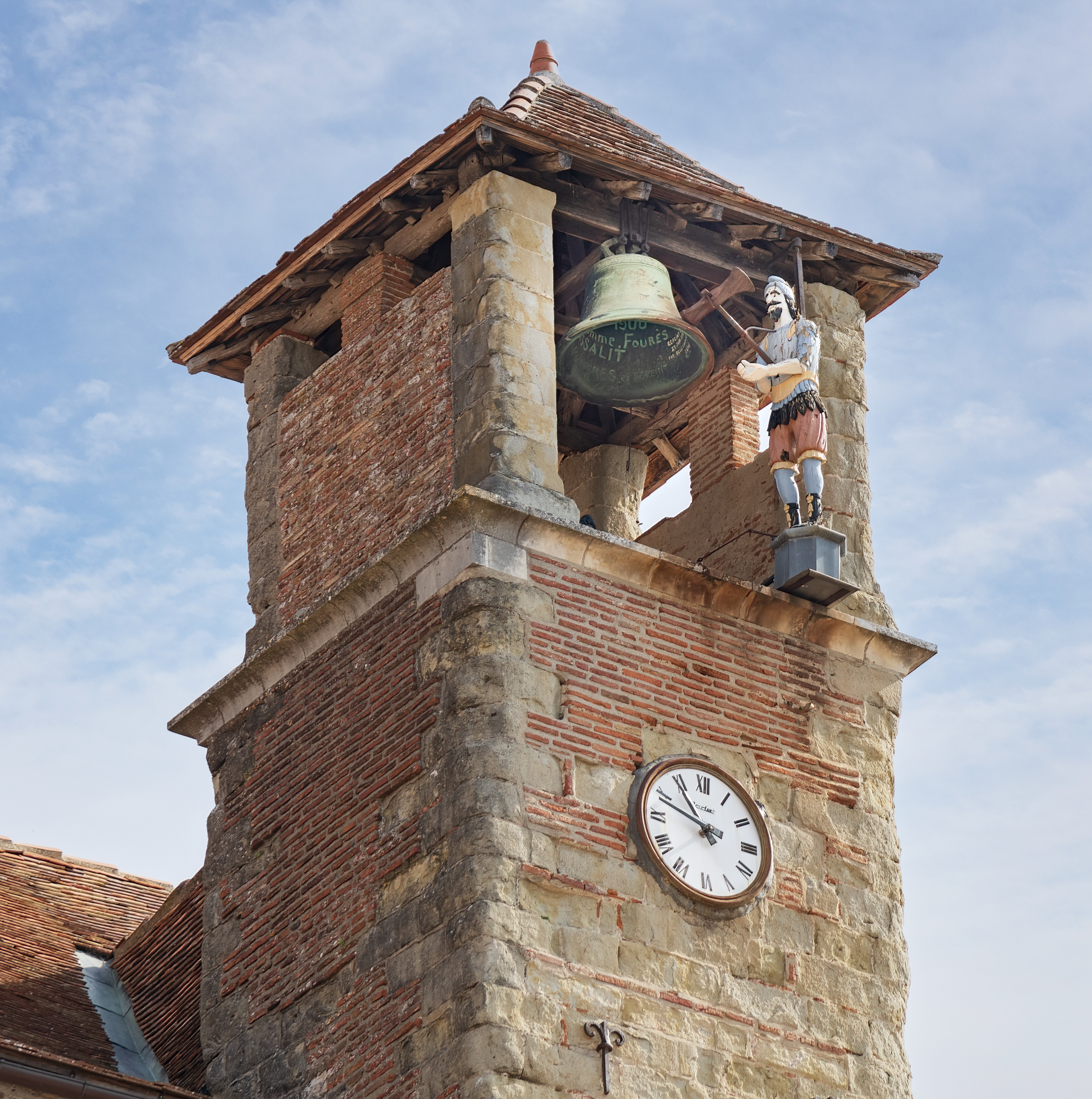
Le jacquemart

### Éléments de mobilier
La cathédrale possède un lutrin en fer forgé et cuivre repoussé, signé Bernard Ortet, du XVIIIe siècle et classé, un tableau (gauche du chœur) de la crucifixion de l'école José de Ribera , les tableaux qui ornent le sanctuaire aux cadres Régence, ainsi que la chaire du XIXe siècle classée au monuments historiques 

### Les peintures
Au XIXe siècle, les frères italiens Céroni peignent l'ensemble de la cathédrale avec des grisailles pour la nef et le chœur. Plusieurs chapelles ont bénéficié du travail du peintre Louis Cazottes (1846-1934).

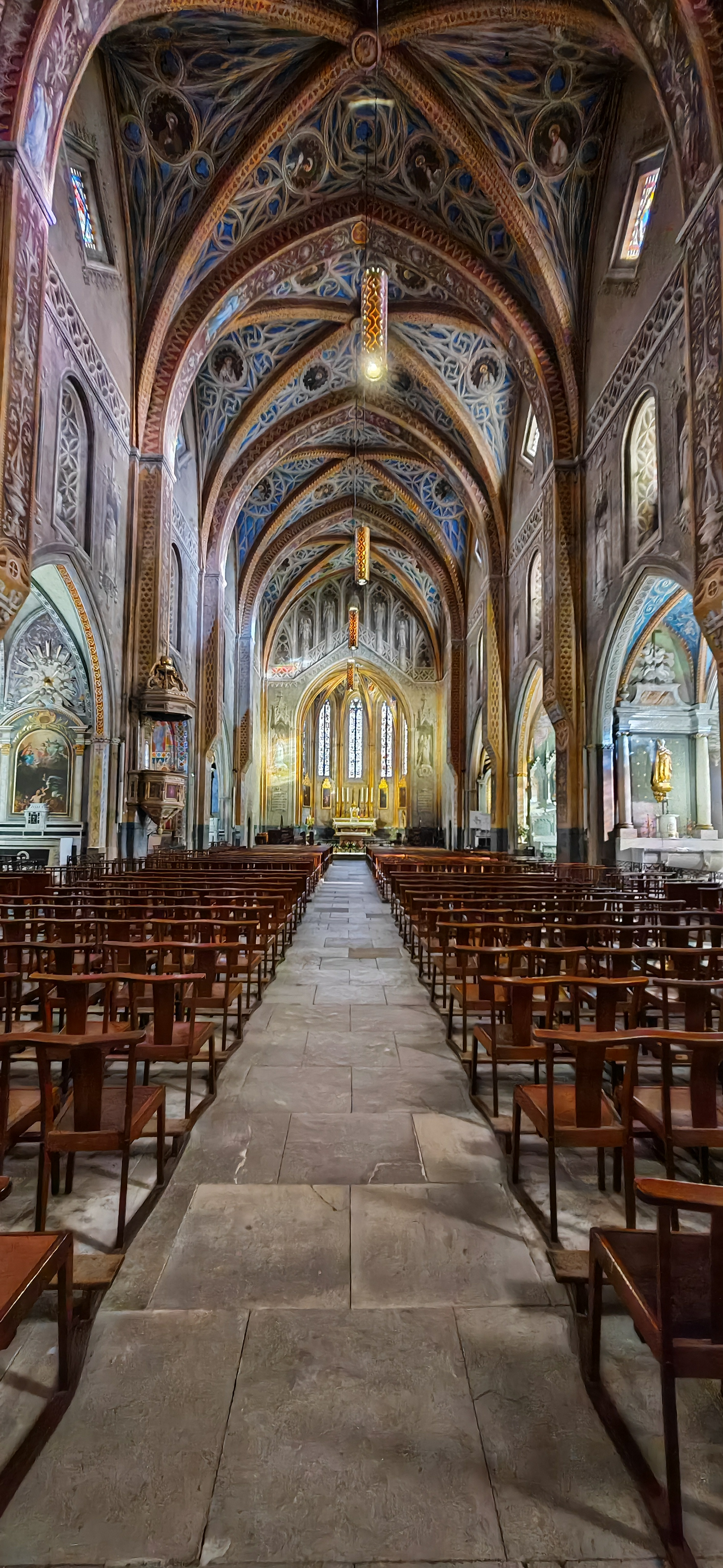
La nef de la Cathédrale
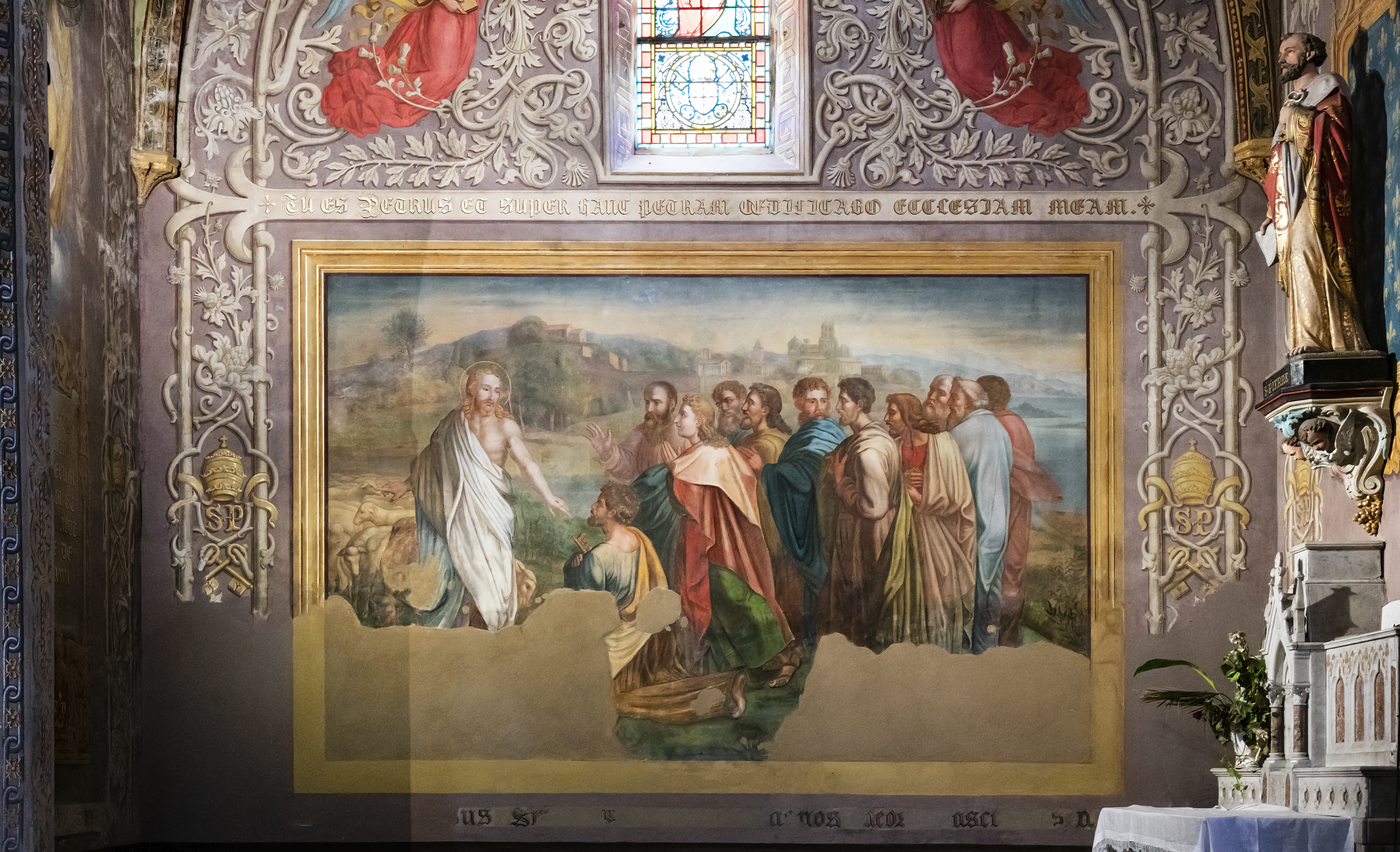
Chapelle de saint Pierre: fresque de Louis Cazottes.
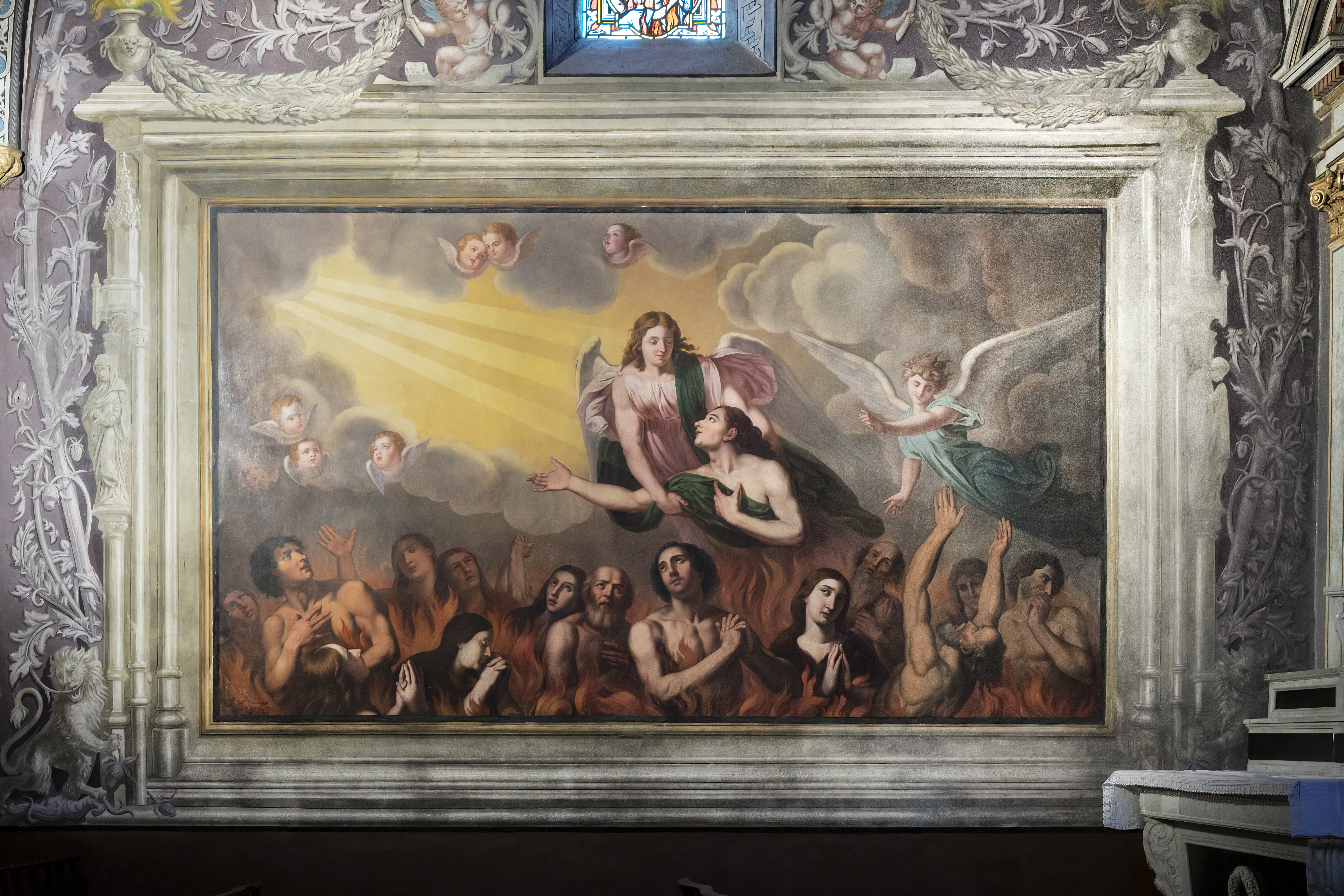
Chapelle de la Rédemption : fresque de Louis Cazottes.
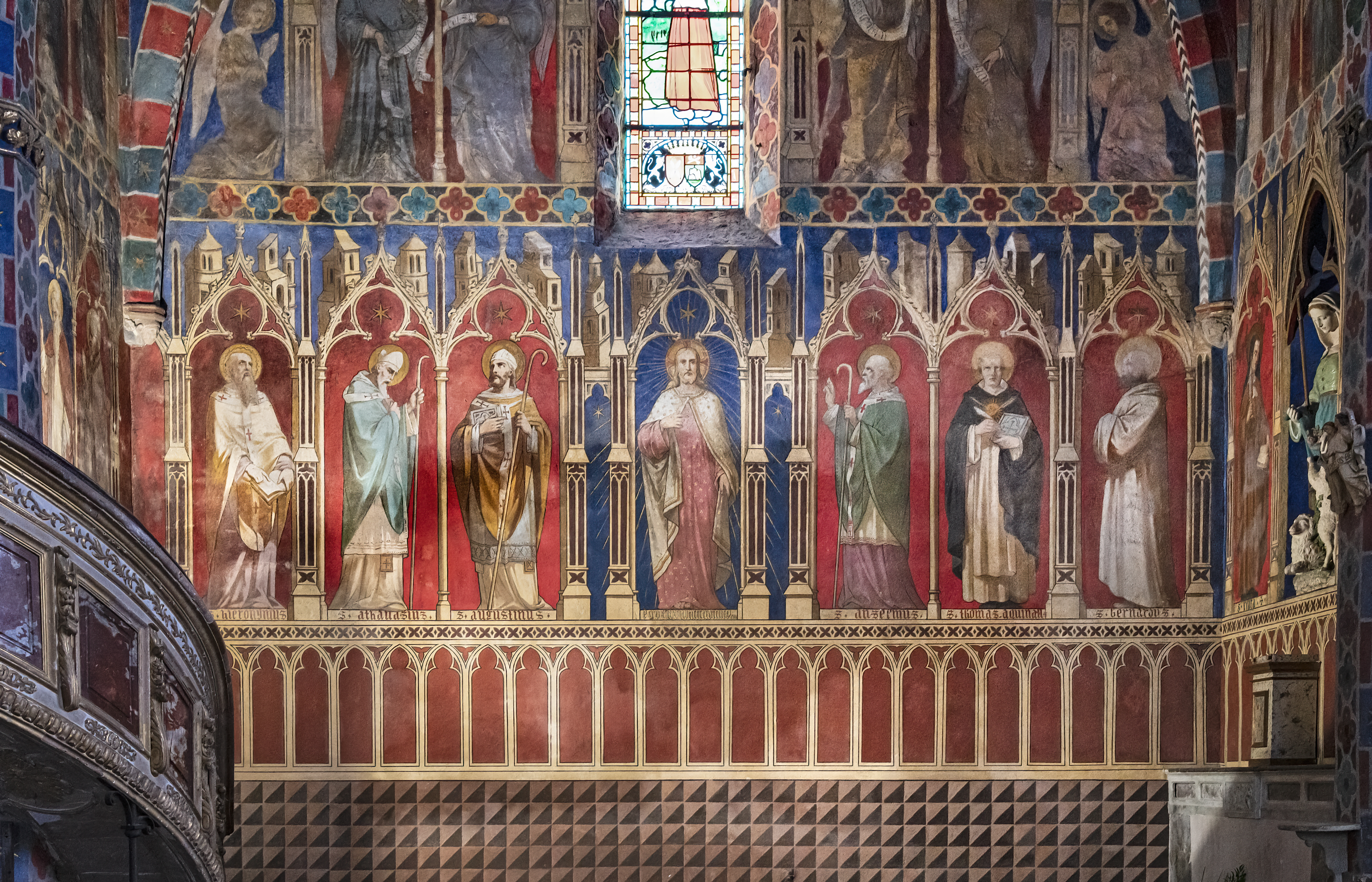
Chapelle des Pères de l’Église.
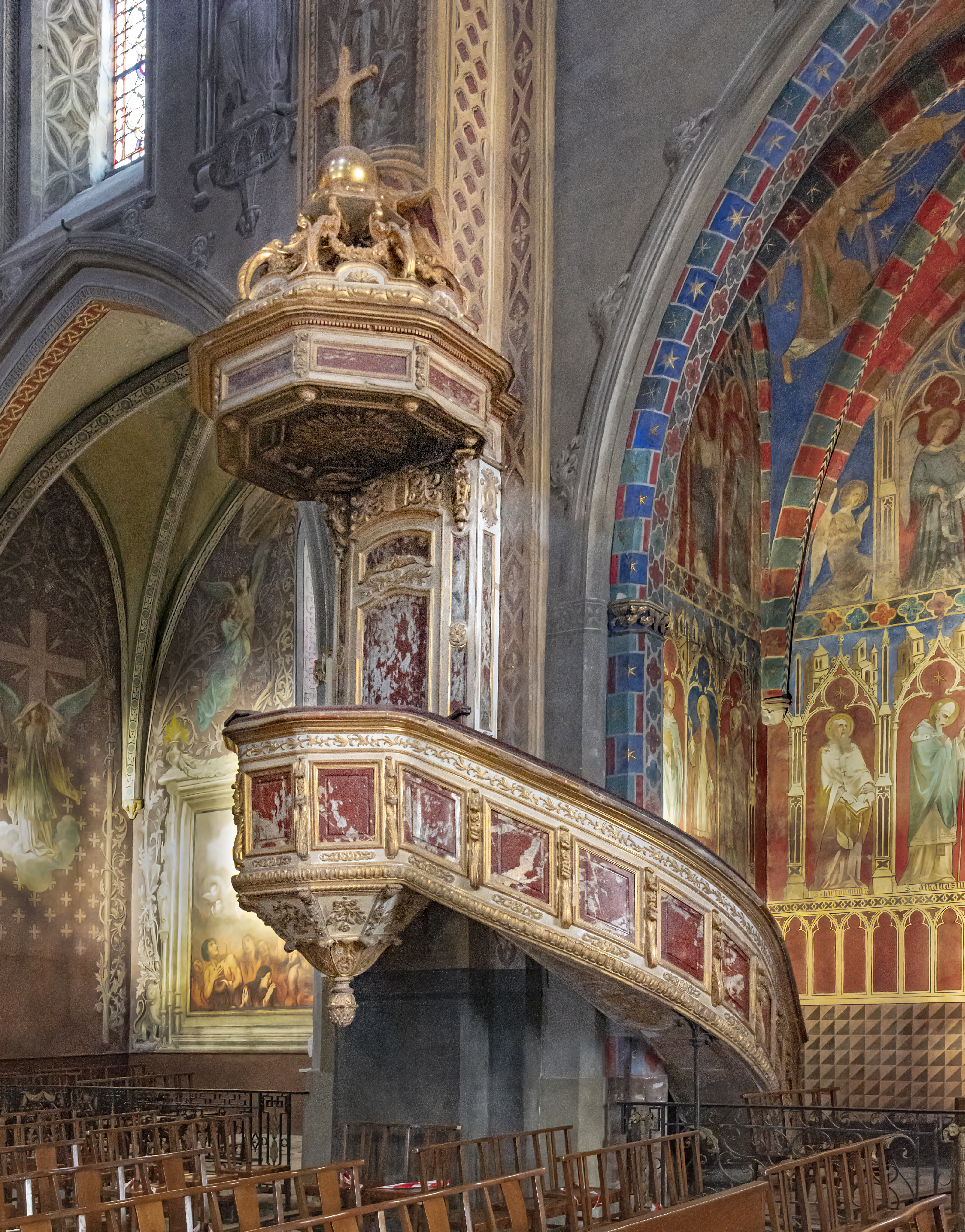
La chaire.
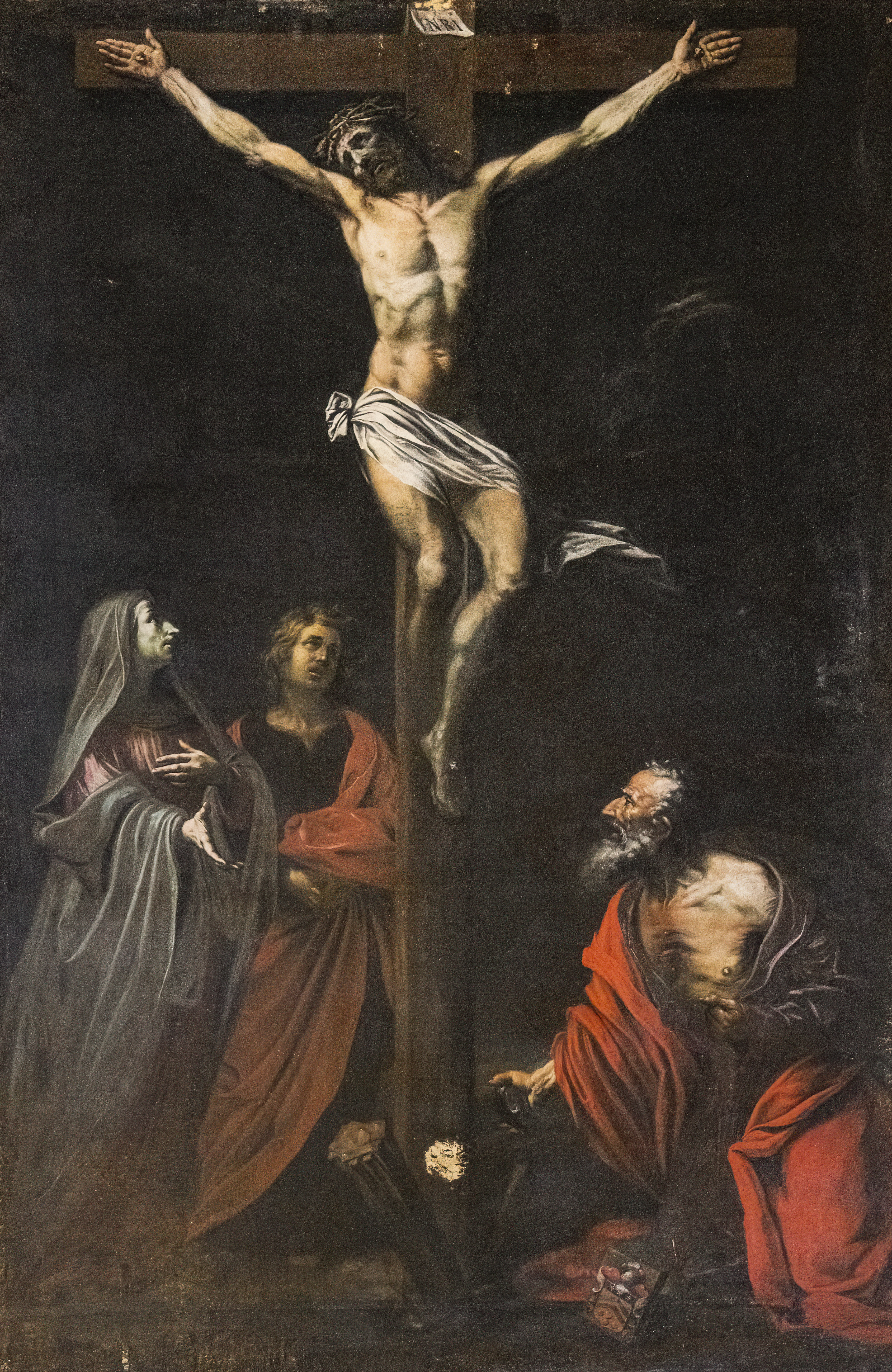
Crucifixion avec la Vierge, saint Jean et saint Jérôme.

## Restauration
La cathédrale Saint-Alain a fait l'objet d'une restauration intérieure complète entre 2013 et 2018 pour un coût avoisinant les 2 millions d'euros.
Elle est actuellement le monument le plus visité du département du Tarn après la cathédrale Sainte-Cécile d'Albi.

## Incendie
Le 5 février 2019, une tentative d'incendie criminel a calciné une chapelle de la cathédrale qui a été remise en état depuis.

## Personnages inhumés dans la cathédrale
- Simon de Beausoleil, évêque de Lavaur inhumé en 1531. Son gisant se situe dans le mur de l'élévation sud du chœur de Saint-Alain[14]
- Georges de Selve, évêque de Lavaur inhumé en 1541.
- La chapelle Saint-Joseph accueille le monument aux morts de la paroisse et l'orgue du chœur.

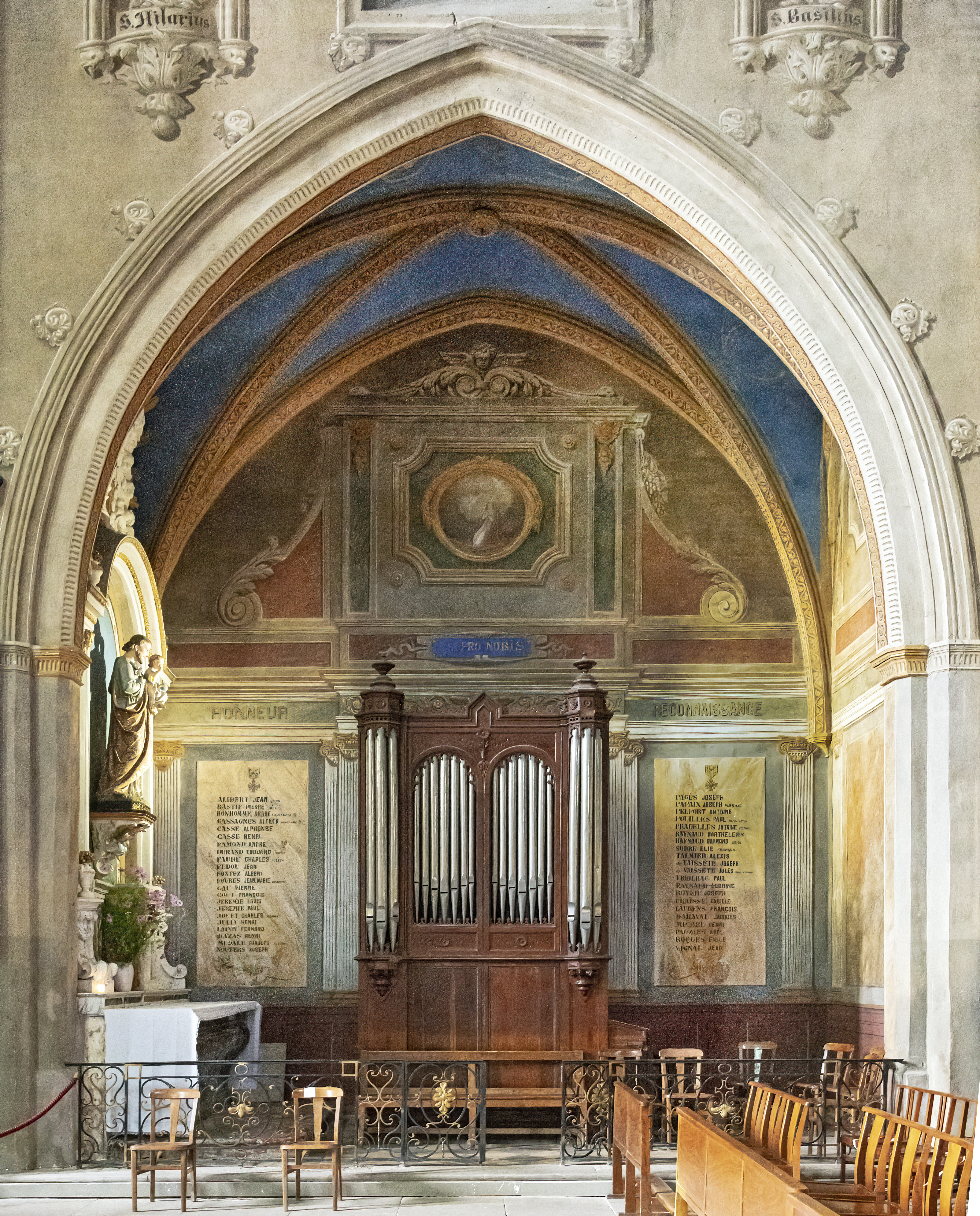
Chapelle Saint Joseph : monument aux mort de la paroisse.

## Liste des curés-archiprêtres de Saint-Alain
- 1804-1840 Pierre Noyer, né à Albi en 1748, mort à Lavaur le 13 avril 1840
- 1840-1847 Bernard Noyer, né à Albi, mort à Lavaur le 8 décembre 1847
- 1848-1866 Jean-Baptiste Amans, né à Albi en 1796, mort à Lavaur le 1er août 1866
- 1866-1884 Pierre-Eugène Roques, né à Labruguière en 1818, mort à Lavaur le 4 septembre 1884
- 1884-1896 Marie-Ernest Cassan, né à Castelnau-de-Montmiral, mort à Lavaur en 1896
- 1896-1905 Louis Armengaud, mort à Lavaur en mars 1905
- 1905-1938 Marius Lavèze, mort à Lavaur en 1938
- 1938-1945 Aimé Boularan, mort à Lavaur en 1945
- 1945-1964 Henri Galau, mort à Montferrier (Ambres)
- 1964-1976 Roger Saysset, mort à Valderiès
- 1976-1998 Jean Houlès, mort à Lavaur en 2000
- 1998-2006 Gérard Soulié
- 2006-2010 Claude Cugnasse
- 2010-2019 Joseph Dequick
- Depuis 2019 Philippe Bastié, également chancelier du diocèse d'Albi

### Liste des curés de Saint-François
- 1801-1804 Révérend Père Pierre ROUQUET, dernier Cordelier
- 1804-1834 Henri de JUVENEL, né à Pézenas, mort à Lavaur en 1834
- 1834-1848 Jean-Baptiste AMANS, né à Albi en 1796, mort à Lavaur le 1er août 1866
- 1848-1873 Étienne-Martial RAYSSAC, mort à Lavaur en 1873
- 1873-1884 Charles-Henri CAZALS
- 1884-1930 Louis ASTRUC, né à Roquecourbe, mort à Lavaur en 1930
- 1930-1945 Joseph CHABBERT, mort à Sorèze
- 1945-1954 René RIEUNAUD
- 1954-1964 Louis RAUCOULES

Après cette date, la paroisse de Saint-François est rattachée à celle de Saint-Alain.
NB : C'est le 1er mai 1808 seulement qu'arriva la nomination de l'abbé de JUVENEL devenant succursaliste rétribué. Enfin, le 24 janvier 1827, il devient curé titulaire par ordonnance royale de Charles X érigeant en cure l'église succursale de Saint-François.